# Référence secondaire
 (août 2018).
Le contenu est difficilement compréhensible vu les erreurs de traduction, qui sont peut-être dues à l'utilisation d'un logiciel de traduction automatique.
Référence secondaire est la traduction de 'secondary reference'. La représentation constitue une partie nécessaire dans le procès qui aboutit à l'attribution d'une signification d'une (partie d'une) proposition. Ainsi, des mots qui ne contribuent pas à la signification, sont vides. Ils ne peuvent que donner une expression figurée. Ces phrases suivantes sont des exemples de phrases qui manquent une référence secondaire: 'un lundi noir' (pourvu que ce n'est pas utilisé figurativement) et 'un quadrilatère rond', présenté par Bernard Bolzano.
Concernant le premier cas, 'un lundi noir': on peut certes avoir une représentation d'un lundi (ou en tout cas de quelque chose qui est appelée lundi) et aussi de quelque chose noire, mais non d' 'un lundi noir', à cause du fait qu’il s'agit de qualités qui ne se laissent unir: 'lundi' est une notion qui est trop abstraite afin de pouvoir été combiné avec une qualité concret comme une couleur. Dans le second cas, il y a une dissemblance: on peut s'imaginer un quadrilatère, mais quelle que soit sa forme, il ne va pas être rond. On peut donc disputer si on peut ici parler d'une représentation.
Il dépend de l'individu s'il y a en effet une signification ou non: il est possible qu'une proposition a une signification selon A, tandis que B ne peut en trouver une. Cela se montre, par exemple, quand A sait quel est un nombre premier, mais B ne dispose pas de cette connaissance; la question si 15 est un nombre premier n'a alors qu'une signification pour A.